# Pedro Machado de Alcântara
Pedro Machado de Alcântara (Angra do Heroísmo, 19 de outubro de 1849 — Angra do Heroísmo, 25 de julho de 1895) foi um compositor, mestre-escola, capelão-cantor da Sé de Angra, a Igreja de São Salvador (Angra do Heroísmo), que deixou um notável acervo de música sacra.

## Biografia
Foi professor primário e empregado da repartição de fazenda da cidade de Angra do Heroísmo e um conhecido talento musical. 
Para além de mestre-de-capela e capelão cantor da Sé de Angra, afirmou-se como compositor e director de orquestra, exercendo actividade em Angra do Heroísmo e depois de 1891 na cidade de Ponta Delgada, onde era muito apreciado.
Escreveu, no género profano, diversas valsas, marchas e outras peças, e no género sacro uma missa, motetos, hinos e outras obras corais.
O padre Manuel de Azevedo da Cunha, afirma que Pedro de Alcântara era um músico «cujo merecimento e valor não foram devidamente apreciados por seus conterrâneos, faltou um protector [...], que lhe subsidiasse em meio de maior vida artística o cultivo do seu notável talento e vocação musical, porque então o Pedro, como simplesmente lhe chamavam amigos e conhecidos, teria afirmado quanto valia e seria para Angra uma das suas maiores glórias».

## Obra publicada
Entre outras composições, é autor das seguintes obras:
- Memor est mei;
- Oremos pro antistem;
- Libera-me;
- Antifona justus germinabit;
- Jaculatórias da Senhora da Boa Nova;
- Sub-tuum praesidium;
- Corona aurea;
- Motetos de quarta-feira santa;
- Uma Missa;
- Te Matrem;
- Múltiplas valsas, marchas, hinos e polkas.